# Tenuisentidae
Tenuisentidae är en familj av hakmaskar som beskrevs av Van Cleve 1921. Tenuisentidae ingår i ordningen Neoechinorhynchida, klassen Eoacanthocephala, fylumet hakmaskar och riket djur. I familjen Tenuisentidae finns 2 arter.
Kladogram enligt Catalogue of Life och Dyntaxa:
| Tenuisentidae | \| \| Paratenuisentis \| \| \| \| \| \| Tenuisentis \| \| \| \| |
|               | \| \| Paratenuisentis \| \| \| \| \| \| Tenuisentis \| \| \| \| |
|               | Dendronucleatidae                                               |
|               |                                                                 |
|               | Neoechinorhynchidae                                             |
|               |                                                                 |
|               | Paratenuisentis                                                 |
|               |                                                                 |
|               | Tenuisentis                                                     |
|               |                                                                 |

|  | Paratenuisentis |
|  |                 |
|  | Tenuisentis     |
|  |                 |